# Gremliny rozrabiają
Gremliny rozrabiają (ang. Gremlins) – amerykański horror komediowy z 1984 roku.

## Główne role
- Hoyt Axton – Randall Peltzer
- Scott Brady – Szeryf Frank
- Arnie Moore – Alex
- Corey Feldman – Fountaine
- Harry Carey Jr. – Pan Anderson
- Zach Galligan – Billy Peltzer
- Dick Miller – Murray Futterman
- Phoebe Cates – Kate Beringer
- Polly Holliday – Ruby Deagle
- Belinda Balaski – Pani Joe Harris
- Judge Reinhold – Gerald Hopkins
- Chuck Jones – Pan Jones
- Kenny Davis – Dorry
- Frances Lee McCain – Lynn Peltzer
- Glynn Turman – Roy Hanson
- Jackie Joseph – Sheila Futterman

## Fabuła
Billy Peltzer w Święta Bożego Narodzenia dostaje od swojego ojca naukowca małe, włochate zwierzątko – mogwaia Gizmo. Opieka nad nim wymaga przestrzegania trzech zasad: nie wolno wystawiać go na światło, unikać kontaktu z wodą i nie należy karmić go po północy. Oczywiście te wszystkie reguły zostają złamane. Pod wpływem wody Gizmo zaczyna się rozmnażać, a jego potomstwo, nakarmione zbyt późno, zmienia się w gremliny i terroryzuje miasto, atakując ludzi i demolując wszystko.

## Nagrody i nominacje
Nagrody Saturn 1985
- Najlepszy horror
- Najlepsza reżyseria – Joe Dante
- Najlepsza muzyka – Jerry Goldsmith
- Najlepsze efekty specjalne – Chris Walas
- Najlepsza aktorka drugoplanowa – Polly Holliday
- Najlepszy scenariusz – Chris Columbus (nominacja)
- Najlepszy aktor drugoplanowy – Dick Miller (nominacja)
- Najlepsza rola młodego aktora – Corey Feldman (nominacja)
- Najlepsza charakteryzacja – Greg LaCava (nominacja)